# Zhongornis
Zhongornis (лат.) — род вымерших авиал (птиц в широком смысле), включающий единственный вид — Zhongornis haoae. Известен из отложений мелового периода на территории Китая (формация Yixian, 125 млн лет). Филогенетически близки к кладе Pygostylia. Название рода образовано от китайского слова «zhong» — промежуточный и греческого слова «ornis» — птица.

## Описание
Предполагается, что экземпляр D2455/6 принадлежит молодой особи. Длина около 23 см. Вместе с перьями животное имеет размах крыльев более двадцати сантиметров.